# 戈登·罗伯逊
戈登·罗伯逊（英語：Gordon Robertson，1926年6月25日—2019年10月10日），加拿大男子冰球运动员，场上位置是前锋。他曾代表加拿大参加1952年冬季奥林匹克运动会冰球比赛，获得一枚金牌。